# Zett-Haus

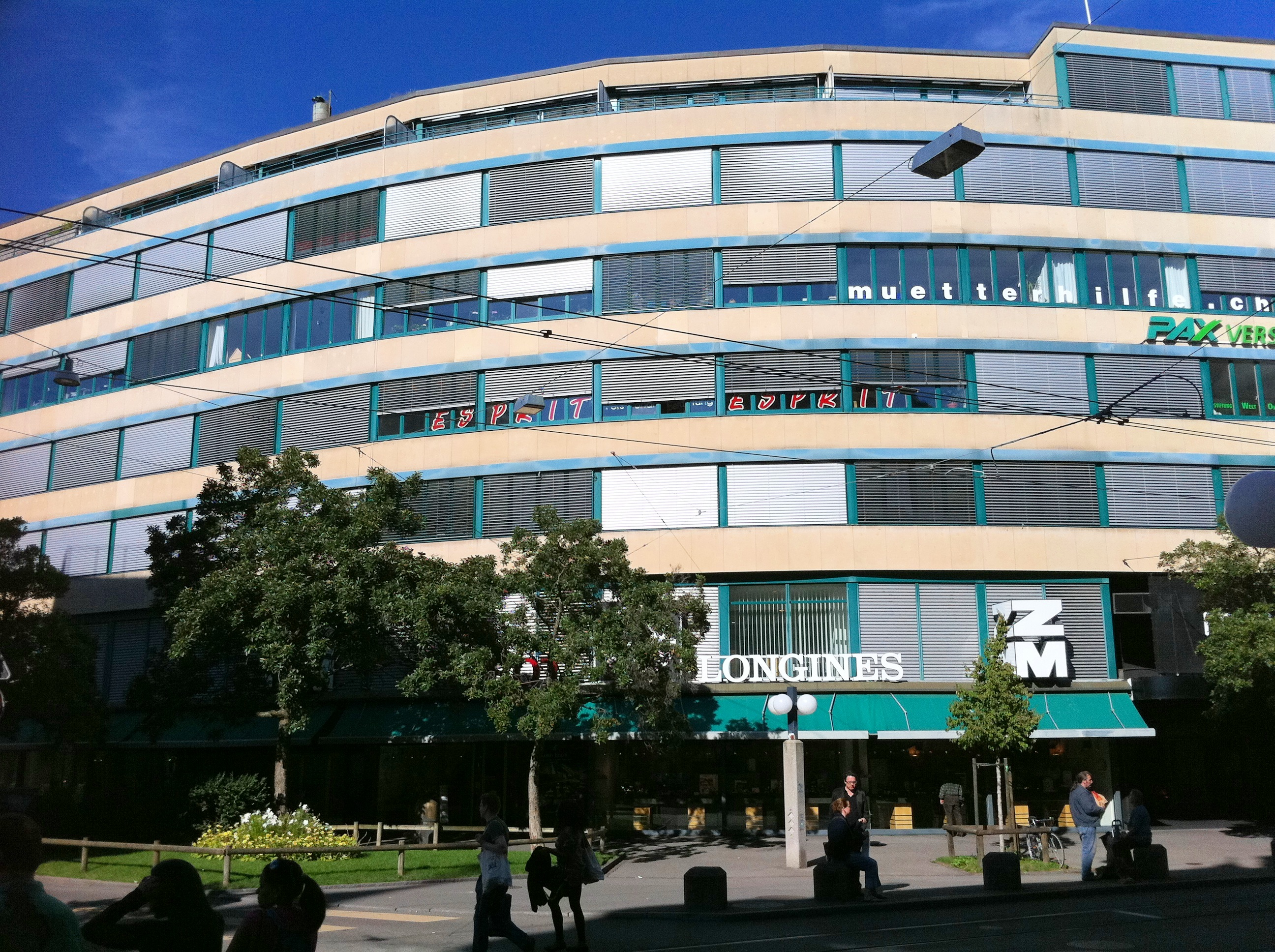
Zett-Haus im September 2010

Das Zett-Haus (auch Z-Haus) ist ein von 1930 bis 1932 erbautes Gebäude in der Stadt Zürich. Entworfen wurde es durch das Architektenpaar Flora Steiger-Crawford und Rudolf Steiger. Das Geschäftshaus, das zu den bedeutendsten Zeugen des Neuen Bauens in Zürich gehört, befindet sich am Stauffacher und ist im Inventar der kunst- und kulturhistorischen Schutzobjekte der Stadt Zürich eingetragen.

## Architektur, Technik und Ausstattung
Der Buchstabe im Namen des Zett-Hauses verweist einerseits auf die Stadt Zürich, andererseits – schliesslich ist das «Z» der letzte Buchstabe im Alphabet – auch auf den einst vollendeten technischen wie architektonischen Stand des Gebäudes. Die schiere Zahl an verschiedensten Funktionen und Einrichtungen, die das Zett-Haus bot, waren ebenso neu- wie einzigartig für die damalige Zeit . Neben den Büro- und Wohntrakten befanden sich im Haus auch ein Kino und eine Bar, deren Interieur und Möblierung eigens für das Zett-Haus konzipiert und gestaltet wurden. Des Weiteren beherbergte das Zett-Haus diverse Läden, einige Künstler-Ateliers, ein Schwimmbecken auf dem Flachdach und eine Tiefgarage mit einer elektrischen Drehscheibe. Dazu kam, dass sich die Innenräume durch mobile Trennwände stetig und ohne grössere Komplikationen verändern liessen.

## Kino Roxy
Das integrierte Kino mit dem Namen Roxy, das durch das Zett-Haus betreten wurde und in einem Anbau im Hinterhof lag, bot verschiedene, bis dahin noch unbekannte Funktionen. So besass es ein Schiebedach, das bei Bedarf und warmem Wetter geöffnet werden konnte. Darüber hinaus verfügte der Saal über Kopfhörer-Stationen an einigen der rund 1'000 Sitze, die ebenfalls eigens für das Kino entwickelt und designt wurden. Dazu wurde in diesem Kinosaal die erste automatische Klimaanlage der Schweiz installiert. Hergestellt wurde diese von der Firma Carrier, deren Besitzer Willis Carrier als Erfinder der Klimaanlage gilt.
Erwähnenswert ist auch die Namensgebung für das Zett-Haus Kino. «Roxy» war der Übername des amerikanischen Showbusiness-Managers Samuel L. Rothafel. Dieser war in den 1920er Jahren einer der ersten, der auf die enge Verbindung zwischen der Architektur sowie der Fassadengestaltung eines Kinos und dem kommerziellen Erfolg desselben hinwies.
Ende der 70er Jahre wurde das Kino in Ritz umbenannt. 1977 wurde ein zusätzlicher Kinosaal eingebaut, der Ritz Club. Seit Mai 1993 heisst das Kino Metropol.

## Bewohner
Dank den unterschiedlichen Attraktionen und Möglichkeiten, die das Zett-Haus bot, wurde es von vielen Menschen zu völlig unterschiedlichen Zwecken frequentiert. Es war ein Platz zum Arbeiten, zum Einkaufen, zum Wohnen und nicht zuletzt auch um die Freizeit zu geniessen. Während die Mitglieder der CIAM-Gruppe (congrès internationaux d’architecture moderne/internationale kongresse für neues bauen) hauptsächlich an der Planung und der Ausführung beteiligt waren, waren viele andere Künstler und Grafiker, darunter Richard Paul Lohse mit dem Zett-Haus als Bewohner verbunden. Die Bewegungsschule von Suzanne Perrottet zog 1932 ein. 
Die Weltwirtschaftskrise und damit verbundene gesellschaftliche Spannungen im Quartier Aussersihl führten dazu, dass schliesslich grosse Teile der geplanten Geschäftsräume als Ateliers oder Wohnungen weitervermietet wurden. So geschah es, dass das Zett-Haus bald mehrheitlich von Studenten, jungen Künstlern, Bohemiens und mittellosen Immigranten aus dem gerade zum Dritten Reich gewordenen Nachbarland Deutschland bevölkert wurde.